# Calor de combustão
Calor (ou entalpia) de combustão de uma substância é a variação de entalpia (quantidade de calor libertada) verificada na combustão total de 1 mol de uma determinada substância, supondo-se no estado padrão todas as substâncias envolvidas nessa combustão.
A maioria das reações de combustão é exotérmica. Nessas reações o calor de combustão é negativo
Há alguns exemplos de calor de combustão positivos, como para as reações de combustão de {\displaystyle {\ce {N2}}}, com formação dos óxidos: {\displaystyle {\ce {NO}}}, {\displaystyle {\ce {N2O}}} e {\displaystyle {\ce {NO2}}}.
O calor de combustão de uma substância é determinado utilizando-se uma bomba calorimétrica. Neste aparelho a combustão ocorre a volume constante, consequentemente, pode se determinar a variação de energia durante a reação.